# Аркадия
Вижте пояснителната страница за други значения на Аркадия.
Аркадия (на гръцки: Αρκαδία) е областна единица (административна единица) в Гърция, част от полуостров Пелопонес. Името ѝ произлиза от митологичният герой Аркас. Аркадия е с население от 100 611 жители (2005 г.) и обща площ от 4419 km². Граничи с областните единици Арголида на изток, Лакония на юг и Месения на запад.
Днес столица на областна единица Аркадия е Триполи.
Аркадия е предимно земеделски район, включващ ферми за отглеждане на домати (доминиращи в северната и централна Аркадия), смесено фермерство, както и маслинови плантации, гори и пасища, които доминират в равнините и специално в района на своеобразния мегалополис между Триполи и Левид.

## Климат
Климатът е с горещо лято и мека зима в източната, южната, централната част и на места под 1000 метра надморска височина. Земята се напоява от дъждовете предимно през есенните и зимни месеци. Сняг се появява предимно в планинските райони.

## История
По време на дорийската инвазия, когато дорийският гръцки се разпространява в Пелопонес, в Аркадия се запазва по-старият диалект, развивайки се в аркадо-кипърски диалект по време на класическата Античност. Аркадо-кипърският диалект никога не се развива като литературен език, но за неговото съществуване се знае от надписи. Специфично за аркадския диалкет е използването на вариант на буквата сан с форма, подобна на кирилското главно „И“. Предполага се, че е означавал звука „ц“ или „ч“, характерен за този диалект.
Едно от местата, считани за родни на Зевс, е планината Ликеум в Аркадия. Ликеум също се считал за родното място на сина на Зевс – Хермес.
Първият цар на Аркадия е Ликаон, владетел на пеласгите, който бил трансформиран във върколак от Зевс. Дъщерята на Ликаон се казвала Калисто.
Аркадия по-късно е присъединена към Римската империя и по-късно към Византийската. Аркадия остава живописен, откъснат регион, а нейните обитатели стават пословични като скотовъдци, водещи прост, но щастлив селски живот, до степен, че по време на Античността (Еклогите на Вергилий) и по-късно през Ренесанса Аркадия става символ на идиличен рай, тема на редица литературни и картинни творби.
През средата на XV век регионът попада под властта на Османската империя, като с няколко изключения през XVI век (под венецианска власт), е в продължение на 4 века под османско владичество. През този период в Аркадия са създадени много нови градове и села.
След 400 години окупация от турците, Аркадия става център на гръцката война за независимост, която донася много победи в битките срещу османците, от които една е в Триполи. След победоносната революционна война Аркадия влиза в новосъздадената гръцка държава. През XIX век Аркадия бележи икономически прираст и малко емиграция.
През XX век Аркадия изживява силно намаление на населението от емиграция, предимно в САЩ. Много аркадски селища губят почти половината си жители. Аркадия сега има по-малко популация от Коринт.